# Бондин, Алексей Петрович
Алексей Петрович Бондин (5(17).08.1882, Нижний Тагил, Верхотурский уезд, Пермская губерния, Российская империя — 07.11.1939, Нижний Тагил, Свердловская область, РСФСР, СССР) — русский советский писатель, драматург.

## Биография
Более 30 лет работал слесарем на уральских заводах. Участвовал в революционных рабочих кружках.
Литературным творчеством занимался с 1910-х годов, написал несколько пьес. Первая крупная публикация — пьеса «Враги» (1924). В 1920-е обращается к прозе (повести «Уходящее», «Матвей Коренистов», «Связчики», рассказы «Табельщица», «Стрелочник» и др.) Автобиографическая повесть «Моя жизнь» (1934) по предложению А. М. Горького была включена в список лучших книг о детстве. Роман «Лога» (1933) был принят как значительное произведение, раскрывающее на уральском материале одну из актуальных тем времени — революцию и народ. В романе «Ольга Ермолаева» (вышел посмертно, 1940) отразились поиски новых возможностей решения темы труда, семейно-бытовые коллизии. В своих произведениях Бондин показывает рост классового сознания и революционную закалку молодых рабочих, жизнь старателей, рабочих медного рудника до и после победы Советской власти; ему свойственны стремление к широкому охвату действительности, меткость речи, умелое использование народных уральских поговорок.
Участник Первого съезда советских писателей (1934).
Умер 7 ноября 1939 года. Похоронен в городском парке, позже названном его именем.

## Память
На станции Азиатская была установлена мемориальная доска с надписью «Здесь на станции Азиатская с 1921 по 1923 годы жил и работал уральский писатель Алексей Петрович Бондин».
В 1942 году на фасаде дома была установлена мемориальная доска с надписью «В этом доме жил и работал с 1935 по 1939 год Алексей Петрович Бондин».
В 1947 году в связи с 65-летием со дня рождения Алексея Бондина по решению Нижнетагильского горисполкома на его могиле установлен памятник по проекту скульптора М. П. Крамского.
В 1953 году в Нижнем Тагиле в доме, где писатель прожил последние годы, открыт музей его имени.